# アレティウムの戦い
アレティウムの戦い (アレティウムのたたかい、おそらく紀元前283年)は、共和政ローマ時代に行われた、ローマ人とおそらくセノネス族の一部であろう北イタリアのガリア人との戦いである。
詳細な記述で知られるリウィウスの書物が完全な形で残っていれば資料に困らなかったろうが、この戦いは古代ギリシアの歴史家であるポリュビオスの記述にしか明確な言及はなく、しかも他の出来事のおまけ扱いで、アッピアノスに至っては全く言及していない。

## 経過
ポリュビオスによれば、不特定多数のガリア人がアレティウムを包囲し、救援に駆けつけたローマ軍をも打ち負かしてしまった。司令官はこの戦いで命を落としたプラエトル、ルキウス・カエキリウス・メテッルス・デンテルである。デンテルは紀元前284年当時は執政官であったため、紀元前283年の出来事と考えられる。

## 結果

### ポリュビオスによる記録
ポリュビオスは、デンテルの後任者をマニウス・クリウス・デンタトゥスと記録している。彼はローマ人の捕虜を解放するよう交渉しようとしたが、使者を殺されてしまった。ローマは進軍、セノネス族と遭遇し、激戦の末打ち破った。
セノネス族は北イタリアに住むガリア人の部族である。ポリュビオスは非常に一般的なガリアという用語を使っているが、ローマ人が北イタリアのガリア人支配領域に名付けたガリア・キサルピナを意味していた。
この激突はアドリア海に面したアゲル・ガリクスで行われたと考えられ、ポリュビオスは「ローマ人はセノネス族の領地を侵略し、大多数を殺して残らず追い払い、植民地セナ・ガリカ を設立した」と書き記しているが、この戦いの指導者については明記していない。
彼はまたこうも記している。「ボイイ族はこの時、セノネス族がその領土を追われるのを目撃し、彼ら自身もまた同じ運命を辿るのではないかと恐れてエトルリア人に救援を請い、全軍でもって出撃した。連合軍はウァディモン湖近くでローマ軍を攻撃したが、大部分のボイイ族が逃げ出してしまいエトルリア軍は壊滅した」次の年、ボイイ-エトルリア連合軍はローマ軍と再戦したが、完膚なきまでに叩きのめされ、完全に心を折られてしまった彼らは遂に使者を送り、条約を結んだ。

### アッピアノスによる記録
アッピアノスはイタリアでのローマとガリアの戦いについて、またカエサルのガリア征服についても書いているが、彼の著作は断片的にしか残っておらず、十分な情報とは言えない。彼はこの紀元前283年の出来事についても記述してはいるが、場所までは特定してくれていない。彼の記述はローマの大使に降りかかった出来事と、アゲル・ガリクスに対するローマの施策に集中しているからである。
アッピアノスによると、ローマはセノネス族だけに特別な使者を送っていた。セノネス族がローマと和睦していたにもかかわらず反ローマ勢力に傭兵を提供していたため、それに対する抗議の使者であった。「先のエトルリアとの連合時にローマに父を殺されていたガリア人のブリトマリスは激怒し、使者を殺してしまった」とアッピアノスは記しているが、実は使者は囚われていた。彼の蛮族に対する偏見の現れであろう。ブリトマリスは正装した上で「使者を切り刻み、地にばら撒いた」とも記している。
紀元前283年の執政官、プブリウス・コルネリウス・ドラベッラは「サビニ領とピケナムを経由してアゲル・ガリクスに急行し、火と剣でもってセノネス族を尽く征服し、女子供は奴隷に、男は例外なく殺し、彼の地をあらゆる手段でもって荒廃させ誰一人住めない土地とした」アッピアノスはこうも付け足している「その後、故郷を失い傭兵となっていたセノネス族は勇敢にももう一人の執政官ドミティウスに立ち向かったが敗北し、絶望の挙句自決した」。

## 検証

### 時系列
アッピアノスの記述ははっきりせず紛らわしい。彼はアレティウムの包囲と戦いを大使の事件となんら関係つけておらず、どこでブリトマリスと会ったのかも書いてくれていない。彼の父がエトルリアとの連合軍で戦った際ローマに殺されたというのが事実であれば、先の戦というのはウァディモン湖の戦いであろうと思われる (アレティウムではガリア人単独であった)。
その次の戦いについては、ポリュビオスがエトルリア-ガリア連合軍が再戦して負け、和平を求めたとした記述と、アッピアノスの書いたセノネス族の再戦は恐らく同じものであろう。しかしながら、ポリュビオスがこのエトルリア-ガリア連合軍との再戦を紀元前284年としたのに対し、アッピアノスはこの再戦を紀元前283年のもう一人の執政官、グナエウス・ドミティウス・カルウィヌス・マキシムスの勝利としている。アッピアノスによる再戦の記述にボイイ族は登場せず、そもそもガリア人単独だったアレティウムの包囲も戦いもなく、従ってローマ人の捕虜もおらず、使者の目的も違っている。
どこで戦われたのかという記録の欠如は、問題を複雑化している。ポリュビオスとアッピアノスによる事件の順序に食い違いが見られるからだ。
- ポリュビオス：アレティウム → アゲル・ガリクスの惨劇 → ウァディモン湖 → 最終決戦

- アッピアノス：ウァディモン湖 → アゲル・ガリクスの惨劇 → 最終決戦 (アレティウムは無い)

### 戦果
テキサス・テック大学のフォーサイス准教授は、アレティウムでローマは敗北を被り、司令官一人と七人のトリブヌス・ミリトゥム (司令官に次ぐ地位)、13000人の兵士を失ったとした。彼はこの結論をヒッポの聖アウグスティヌスとパウルス・オロシウスの著書から導き出している。しかしながら、この二人が書いたのはこの戦いから700年以上後の、五世紀前半である事を明記しておかなければならないだろう。
彼らはキリスト教の聖職者であり、この戦いについて書かれた二人の著書はそもそも、異教時代には多発していた災厄がキリスト教によっていかに改善したかを示すのが狙いであった。オロシウスはアウグスティヌスに勧められて『異教徒に反論する歴史』を書き上げ、その内容は『神の国』と酷似したものとなっている。
彼らはルカニア人、ブルティウム人、サムニウム人、エトルリア人、そしてセノネス族の大連合について書いているが、ありえない事で、サムニウム人、エトルリア人、ウンブリイ族とセノネス族の連合であればこの十数年前の第三次サムニウム戦争中に実現している。
これらのことや彼らの目的を精査すると、記述の信憑性には疑いの余地があり、更に付け加えると、その年の執政官については触れているものの、アレティウムの名は登場しない。
- 聖アウグスティヌス「ルカニア人、ブルティウム人、サムニウム人、エトルリア人、そしてガリア人セノネス族が一度に反ローマで立ち上がり、まずは使者を殺し、プラエトルの指揮するローマ軍を打ち倒し、司令官と七人のトリブヌス、兵士13000人を剣の餌食とした[9]」

- オロシウス「ドラベッラとドミティウスが執政官の年、ルカニア人、ブルティウム人とサムニウム人はエトルリア人、ガリア人セノネス族と連合し、ローマにまた反旗を翻そうとした。ローマはガリア人に思いとどまらせようとしたが、使節は殺されてしまった。プラエトル、カエキリウスはこの無法に報いるため軍団を率い、これらの蜂起を粉砕しようとしたが、ガリア-エトルリア連合軍に逆撃され、討ち死にしてしまった。七人のトリブヌスと多くの貴族が殺され、13000人の兵たちも同様に死を迎えた[10]」

## 注・出典
1. ↑  現在のトスカーナ州北東部にあるアレッツォ
2. ↑  ローマから見てアルプスのこちら側のガリアの意。アルプスの向こうのガリア、現在のフランス南部を指すガリア・トランサルピナと対応している
3. ↑  ローマ人がセノネス族に征服された地を指して名付けた。ガリア人の地、というような意味で現在のマルケ州
4. ↑  セナはおそらくセノネスの転訛であり、エトルリアのサエナと区別するためガリカと付け足されたと考えられている
5. ↑  ポリュビオス, 歴史, 2.19.7-13
6. ↑  ポリュビオス, 歴史, 20.1-5
7. ↑  アッピアノス, ローマ史, ガリア戦争 2.13 (コンスタンティノス7世, The Embassies より)
8. ↑  ゲイリー・フォーサイス, A Critical History of Early Rome, p. 349
9. ↑  アウグスティヌス,『神の国』3.17
10. ↑  オロシウス,『異教徒に反論する歴史』3.33.13-14